# كاري أولي
كاري أولي هو سائق سيارة وسياسي نرويجي، ولد في 1 مارس 1959. نشط حزبياً في حزب العمال.